# The Culling
The Culling es un juego de acción de disparos en primera persona desarrollado y publicado por el estudio estadounidense Xaviant. Después de una fase beta de acceso temprano, el juego fue lanzado para Linux, Microsoft Windows y Xbox One el 5 de octubre de 2017.
Inicialmente, The Culling fue popular, pero a raíz de otros dos juegos de Battle Royale, PlayerUnknown's Battlegrounds y Fortnite Battle Royale, la base de jugadores de The Culling disminuyó, y Xaviant detuvo el desarrollo futuro en diciembre de 2017. La compañía más tarde anunció una secuela The Culling 2 , que se lanzó en julio de 2018, en medio de la popularidad de Fortnite Battle Royale. Fue criticado por los jugadores y careció de suficientes jugadores para partidos completos en unos pocos días, lo que llevó a Xaviant a retirar la secuela de los mercados y, en su lugar, reiniciar el trabajo para adaptar The Culling como un título gratuito. Los servidores del juego finalmente se cerraron el 15 de mayo de 2019, y el juego ya no se puede comprar en ninguna plataforma